# Giải thưởng Nhà nước đợt V (2022)
Ngày 23 tháng 11 năm 2022, Giải thưởng Nhà nước đợt V về Khoa học - Công nghệ đã được Bộ Khoa học Công nghệ tổ chức trao tặng cho 17 công trình.
Ngày 19 tháng 5 năm 2023, Bộ Văn hóa, Thể thao và Du lịch cũng tổ chức lễ trao Giải thưởng Nhà nước đợt V về Văn học - Nghệ thuật cho 112 tác giả (đồng tác giả).

## Khoa học Công nghệ (17)[1]

### Khoa học xã hội và nhân văn
- GS. Đinh Xuân Lâm với công trình "Phong trào chống chủ nghĩa thực dân ở Việt Nam" (truy tặng)
- GS.TS. Trương Hữu Quýnh với cụm công trình "Chế độ ruộng đất ở Việt Nam thế kỷ XI-XVIII", Tập I: Thế kỷ XI-XV; Tập II: Thế kỷ XVI-XVIII (truy tặng)
- GS. Trần Xuân Trường và đồng tác giả với cụm công trình "Chủ nghĩa yêu nước Việt Nam thời đại Hồ Chí Minh, lý luận bảo vệ Tổ quốc Việt Nam xã hội chủ nghĩa và đấu tranh bảo vệ nền tảng tư tưởng của Đảng" (truy tặng)
- PGS.TS. Phan Trọng Thưởng với cụm công trình "Những vấn đề lý luận và lịch sử văn học Việt Nam hiện đại"
- PGS.TS Nguyễn Đăng Điệp với cụm công trình "Thơ trữ tình và văn học Việt Nam hiện đại"
- GS.TS. Lê Văn Lân với cụm công trình "Thơ Việt Nam hiện đại"
- GS.TS. Trần Đăng Xuyền với cụm công trình "Chủ nghĩa hiện thực và cá tính sáng tạo nhà văn"

### Khoa học tự nhiên và kỹ thuật
- GS.TS. Nguyễn Đức Chiến và đồng tác giả với cụm công trình "Nghiên cứu chế tạo một số cảm biến khí có độ nhạy cao trên cơ sở vật liệu nano oxit kim loại bán dẫn và tổ hợp nano carbon bằng công nghệ vi điện tử"
- KS. Phan Tử Giang và đồng tác giả với cụm công trình "Nghiên cứu thiết kế cơ sở, chi tiết, công nghệ chế tạo, tích hợp giàn khoan tự nâng 400 ft phù hợp với điều kiện Việt Nam và nghiên cứu phát triển, hoán cải giàn khoan dầu khí di động phục vụ phát triển kinh tế biển, an ninh quốc phòng"
- GS.TS. Vũ Thị Thu Hà và đồng tác giả với công trình "Nghiên cứu chế tạo xúc tác dị thể, vật liệu nano trong lĩnh vực tổng hợp và ứng dụng nhiên liệu sinh học, các sản phẩm thân thiện môi trường, tiết kiệm nhiên liệu"
- KS. Nguyễn Văn Hội và đồng tác giả với công trình "Các giải pháp ứng dụng khoa học công nghệ tối ưu hóa quá trình sản xuất của nhà máy lọc dầu Dung Quất nhằm nâng cao hiệu quả hoạt động và năng lực cạnh tranh của BSR"
- TS. Nguyễn Quỳnh Lâm và đồng tác giả với công trình "Nghiên cứu ứng dụng các giải pháp công nghệ trong thu gom, xử lý và sử dụng khí đồng hành ở các mỏ của Liên doanh Việt - Nga Vietsovpetro và các mỏ lân cận (phần ngoài khơi)"

### Khoa học nông nghiệp
- PGS.TS. Nguyễn Đình Tùng với cụm công trình "Về các kết quả nghiên cứu đối với các hệ thống dây chuyền máy móc, thiết bị đồng bộ ứng dụng trong sản xuất nông nghiệp công nghệ cao, sử dụng nguồn năng lượng tái tạo từ phế phụ phẩm nông nghiệp góp phần xử lý môi trường và phát triển nguồn năng lượng xanh, sạch, bền vững"

- TS. Phạm Công Thiếu và đồng tác giả với cụm công trình "Bảo tồn và khai thác nguồn gene vật nuôi bản địa Việt Nam của Viện Chăn nuôi giai đoạn 2000-2020"

- TS. Phùng Đức Tiến và đồng tác giả với cụm công trình "Chọn tạo và phát triển các giống gà lông màu hướng thịt và hướng trứng giai đoạn 2006-2020"
- TS. Nguyễn Đức Tân và đồng tác giả với công trình "Nghiên cứu, sản xuất vaccine nhược độc đông khô phòng bệnh tụ huyết trùng và đóng dấu ở lợn"

### Khoa học y dược
- PGS.TS. Nguyễn Văn Hiếu và đồng tác giả với cụm công trình "Nghiên cứu ứng dụng những tiến bộ khoa học kỹ thuật trong sàng lọc, chẩn đoán và điều trị ung thư đại trực tràng"

## Văn học Nghệ thuật (tặng 87[2], truy tặng 25[3])

### Văn học
- Trần Xuân Hùng (Trần Hùng) với các tác phẩm: Gọi bạn (tập thơ); Vườn khuya (tập thơ).
- Nguyễn Công Bác (Nguyễn Bắc Sơn) với tác phẩm Lửa đắng (tiểu thuyết).
- Lê Văn Tĩnh (Từ Nguyên Tĩnh) với tác phẩm: Mối tình chàng Lung Mù (tập truyện ngắn).
- Trần Anh Thái (Trần Thái Phương, Trần Tùng Linh, Mã Pí Lèng) với tác phẩm: Đổ bóng xuống mặt trời (trường ca).
- Nguyễn Hữu Nhàn với tác phẩm: Nguyễn Hữu Nhàn (tuyển tập).
- Nguyễn Xuân Thâm (Đỗ Hữu) với tác phẩm: Tìm trầm (tập thơ).
- Phạm Xuân Thiêm (Xuân Thiêm, Hồ Trương, Bút Chiến Hào) với cụm tác phẩm: Người trai Bình Định (truyện thơ); Xuôi dòng Nậm Na (trường ca).
- Lê Văn Vọng với các tác phẩm: Năm tháng chưa xa (truyện ký); Nhịp cầu (tiểu thuyết).
- Nguyễn Ngọc Bảo (Nguyễn Bảo) với tác phẩm Thượng Đức (tiểu thuyết).
- Nguyễn Văn Thọ (Thụ Nguyễn)
- Phan Ngọc Khuê (Phan Khuê, Ngọc Phan) với cụm tác phẩm: Mỹ thuật dân tộc Thái ở Việt Nam (sách); Tranh dân gian Hàng Trống Hà Nội (sách).
- Cao Sơn Hải với cụm tác phẩm: Những bài ca đám cưới người Mường Thanh Hóa (sách); Lễ Pồn Pôông Eng Cháng (sách, song ngữ); Truyện Nàng Út Lót - Đạo Hồi Liêu (Tình ca dân tộc Mường - sách, song ngữ).

#### Truy tặng[3]
- Trần Viết Linh (Văn Linh) (tiểu thuyết: Goòng)
- Trần Quang Huy (Trần Việt Phương) (tập thơ: Cửa mở)
- Nguyễn Xuân Phê (Nguyễn Thế Phương) (tiểu thuyết: Đi bước nữa)
- Nguyễn Quốc Trung (Nguyễn Tình Nguyện) (tiểu thuyết: Đất không đổi màu)
- Nguyễn Huy Thiệp (truyện ngắn: Tướng về hưu; tập truyện ngắn: Những ngọn gió Hua Tát)
- Hoàng Trần Cương (trường ca: Trầm Tích)
- Dương Duy Ngữ (Tập truyện: Rước chữ)
- Bùi Bình Thi (tiểu thuyết: Xiêng Khoảng mù sương)

### Âm nhạc
| Phong tặng        | Phong tặng                                       | Phong tặng | Phong tặng | Phong tặng |
| Nghệ sĩ           | Bút danh                                         | Danh hiệu  | Công trình / tác phẩm | Ghi chú    |
| ----------------- | ------------------------------------------------ | ---------- | --- | ---------- |
| Lê Hàm            | La Kỳ An, Lam Hà                                 |            | - Các ca khúc:"Gái sông La", "Người mẹ Làng Sen" - Hợp xướng: "Việt Nam trong trái tim tôi"                                                           |            |
| Nguyễn Thụy Kha   | Phương An                                        |            | Các sách: Thế kỷ âm nhạc Việt Nam - một thời đạn bom, Thế kỷ âm nhạc Việt Nam một thời hòa bình                                                       |            |
| Nguyễn Văn Vĩnh   | Thao Giang                                       |            | "Kể chuyện ngày mùa", "Tình quê hương" |            |
| Đoàn Chí Bổng     | Đoàn Bổng                                        |            | - Các ca khúc: "Hà Nội những kỷ niệm trong tôi", "Dòng sông quê anh, dòng sông quê em", "Hát về Người"                                                |            |
| Dương Hồng Từ     |                                                  |            | - Các sách: Âm nhạc dân gian dân tộc Thái ở Nghệ An, Âm nhạc dân gian dân tộc Mông ở Nghệ An                                                          |            |
| Nguyễn Duy Thái   |                                                  |            | Các ca khúc: "Lời của gió", "Ngàn xưa phố Hiến", "Mùa xuân"                                                                                           |            |
| Đinh Trung Cẩn    |                                                  |            | Các ca khúc: "Tổ quốc gọi tên mình", "Biển nghiêng"                                                                                                   |            |
| Võ Đăng Tín       |                                                  |            | Giao hưởng thơ: "Ký ức Đồng khởi" |            |
| Nguyễn Khánh Vinh |                                                  |            | - Các ca khúc: "Tia nắng, hạt mưa", "Hỡi em Nu-Ri-Sa" - Tổ khúc nhạc thiếu nhi: "Cổ tích viết trên cát"                                               |            |
| Nguyễn Đình Nghĩ  |                                                  |            | - Các ca khúc: "Hoa Lang Bian", "Trở về đồi cỏ cháy", "Điệu ru mặt trời"                                                                              |            |
| Trương Tuyết Mai  |                                                  |            | Các ca khúc: "Xe ta ơi lên đường", "Rừng với tình em", "Huế tình yêu của tôi", "Nơi ấy điểm hẹn",                                                     |            |
| Nguyễn Tiến Liêu  | Nguyễn Minh Thiết, Nguyễn Kỳ Anh, Tiến Liêu Miên |            | Các ca khúc: "Khi tôi hát về Người", "Khúc ca đảo gió"                                                                                                |            |
| Trần Nhật Dương   |                                                  |            | - Các ca khúc: "Người đàn bà ngược nắng", "Bản hùng ca một thời kiêu hãnh", - Tổ khúc cho Piano: "Nhịp điệu chiêng cồng" - Sonatine: "Khúc suy tưởng" |            |
| Đỗ Văn Đồng       | Đỗ Hòa An                                        |            | Các ca khúc: "Hạ Long biển nhớ", "Trụ biển", "Mặt trời trên Khuê Văn Các"                                                                             |            |
| Nguyễn Duy Khoái  |                                                  |            | Các ca khúc: "Đêm hội phố Hoài", "Bên dòng sông Đăk-bla", "Tương tư Huế"                                                                              |            |
| Nguyễn Hoàng Bích | Hoàng Bích                                       |            | Các ca khúc: "Trà My yêu thương", "Hoa phong ba trên đảo Trường Sa"                                                                                   |            |
| Vũ Văn Vang       | Võ Vang                                          |            | - Các ca khúc: "Nơi mặt trăng mặt trời gặp nhau", "Ngẫu hứng Huế" - Hợp xướng: "Biển trời linh thiêng"                                                |            |
| Phan Văn Minh     |                                                  |            | Các ca khúc: Babooch với Alăng Miêh, Cả nhà thương nhau                                                                                               |            |
| Đặng Văn Bông     | Trần Ngọc Thành                                  |            | "Giao hưởng số 2: Mẹ và đất nước" |            |
| Lê Đăng Vệ        |                                                  |            | Ca khúc: "Bên mộ chiến sĩ vô danh" |            |
| Hình Phước Liên   | Khánh Hải                                        |            | Các ca khúc: "Chú bò nhỏ và bác tàu lửa", "Cô giáo em là hoa Ê-pang", "Lấp lánh Cam Ranh"                                                             |            |
| Truy tặng         |                                                  |            | |            |
| Nghệ sĩ           | Bút danh                                         | Danh hiệu  | Công trình / tác phẩm | Ghi chú    |
| Đặng Đức Ngao     | Bùi Đình Thảo                                    |            | Các ca khúc: "Em đi giữa biển vàng", "Đi học", "Bàn tay mẹ", Sách bút thân yêu ơi; Tiếng hát gọi mây                                                  |            |
| Tạ Khắc Kế        | Hoàng Kiều                                       |            | Các sách: Thanh điệu tiếng Việt và âm nhạc cổ truyền; Tìm hiểu các làn điệu Chèo cổ                                                                   |            |
| Lương Kim Vĩnh    |                                                  | NSND       | Các bản nhạc: Đêm trăng bản Mèo; Phiên chợ Bắc Hà; Lào Cai mùa xuân                                                                                   |            |

### Điện ảnh
| Phong tặng        | Phong tặng             | Phong tặng | Phong tặng | Phong tặng    |
| Nghệ sĩ           | Bút danh               | Danh hiệu  | Công trình / tác phẩm | Ghi chú       |
| ----------------- | ---------------------- | ---------- | --- | ------------- |
| Đoàn Minh Tuấn    | Đoàn Tuấn              |            | Các sách: Những vấn đề lý luận kịch bản phim, Hướng dẫn viết kịch bản phim                                                                                      |               |
| Phạm Thùy Nhân    |                        |            | Kịch bản các phim truyện điện ảnh: Gánh xiếc rong và Dấu ấn của Quỷ Kịch bản phim truyện truyền hình: Vó ngựa trời Nam                                          |               |
| Phan Thanh Tú     |                        |            | Kịch bản phim khoa học: Tìm lại dấu tích một kinh thành Kịch bản các phim tài liệu: Về với buôn rừng, Sự nhọc nhằn của cát                                      |               |
| Nguyễn Thước      |                        | NSND       | Đạo diễn các phim tài liệu: Không chỉ là thương hiệu, Đất lạnh, Cỏ xanh im lặng                                                                                 |               |
| Phạm Ngọc Tuấn    |                        | NSND       | Đạo diễn các phim hoạt hình: Bước nhảy của Châu Chấu, Chiếc lông Công, Mỵ Châu Trọng Thủy, Mèo trắng và Mèo mun                                                 |               |
| Lê Hồng Chương    |                        | NSND       | Đạo diễn phim tài liệu: Thang đá ngược ngàn, Muốn được sống, Còn lại với thời gian                                                                              |               |
| Nguyễn Hoàng Lâm  |                        | NSND       | Kịch bản và đạo diễn phim tài liệu: Sống và kể lại Kịch bản và đạo diễn các phim khoa học: Bí mật từ những pho tượng Phật, Bản hòa tấu Sơn Đoòng                |               |
| Phạm Thanh Phong  |                        | NSND       | Đạo diễn phim truyện truyền hình: Mùa hè rớt và Dương tính |               |
| Vũ Thị Lệ Mỹ      | Vũ Lệ Mỹ Đoàn Mỹ Hương | NSND       | Đạo diễn phim khoa học: Cánh kiến đỏ Đạo diễn phim tài liệu: Vì cuộc sống bình yên, Nơi chiến tranh đã đi qua                                                   |               |
| Nguyễn Như Vũ     | Phương Nam             | NSND       | Đạo diễn phim tài liệu: Người thắp lửa Kịch bản các phim khoa học: Nuôi tôm hùm lồng trên biển, Đất trắng, Động đất sóng thần: Thảm họa khôn lường              |               |
| Nguyễn Đức Việt   |                        | NSƯT       | Đạo diễn phim truyện điện ảnh: Những đứa con của làng |               |
| Phùng Đệ          | Hồng Kính              | NSƯT       | Đạo diễn và quay phim tài liệu: Những cô gái C3 Quân giải phóng                                                                                                 |               |
| Nguyễn Quốc Hưng  |                        |            | Đạo diễn phim truyện truyền hình: Ngọn nến Hoàng cung |               |
| Nguyễn Thu Tuyết  |                        |            | Kịch bản các phim khoa học: Nước ngầm cảnh báo Bướm, côn trùng cánh vảy Đạo diễn phim tài liệu: Sự sống ở rừng Cúc Phương                                       | [ 22 ]        |
| Phạm Thị Sông Thu | Phạm Sông Đông         |            | Kịch bản phim hoạt hình: Đôi bạn, Cậu bé cờ, Cậu bé Manocanh |               |
| Nguyễn Thu Dung   |                        |            | Kịch bản: - Các him truyện truyền hình: Nước mắt người cha và 12A và 4H - Phim truyện điện ảnh: Người trở về                                                    |               |
| Đinh Văn Phúc     | Đinh Thiên Phúc        |            | Kịch bản phim truyện điện ảnh: Thầu Chín ở Xiêm và Hà Nội 12 ngày đêm                                                                                           | [ 28 ]        |
| Truy tặng         |                        |            | |               |
| Nghệ sĩ           | Bút danh               | Danh hiệu  | Công trình / tác phẩm | Ghi chú       |
| Nguyễn Văn Hữu    | Nguyễn Dũng Huyền      |            | Biên kịch và Đạo diễn phim tài liệu: Chiến thắng Khâm Đức. | [ 29 ] [ 30 ] |
| Nguyễn Gia Định   | Hoàng Yến              | NSƯT       | Kịch bản và Đạo diễn các phim tài liệu: Dòng thác bạc, Thăm quân y viện trên dãy Trường Sơn, Sống với những chiến sĩ Đắc Tô, Ghi chép trên đồng bằng Quảng Ngãi |               |
| Lý Thái Bảo       |                        | NSƯT       | Đạo diễn phim truyện điện ảnh: Trên vĩ tuyến 17Kịch bản và Đạo diễn phim tài liệu: Những chặng đường cách mạng vẻ vang                                          |               |
| Lê Đình Lâm       | Lê Lâm, Lê Song Mộc    | NSƯT       | Đạo diễn phim tài liệu: Cồn Cỏ anh hùngKịch bản và Đạo diễn các phim tài liệu: Người Hàm Rồng, Quanh địa ngục Cồn Tiên                                          |               |

### Sân khấu
| Phong tặng      | Phong tặng          | Phong tặng                                                                                                  | Phong tặng |
| Nghệ sĩ         | Bút danh            | Công trình / tác phẩm                                                                                       | Ghi chú    |
| --------------- | ------------------- | --- | ---------- |
| Lê Thị Thu Hạnh | Lê Thu Hạnh         | Các kịch bản sân khấu: Bến bờ xa lắc, Những con đường trần gian, Mẹ của chúng con                           |            |
| Hà Thị Diệp     | Hà Diệp             | Các sách: Nhân vật trung tâm của kịch nói Việt Nam 1920-2000, Tính dân tộc trong sân khấu kịch nói Việt Nam |            |
| Phạm Văn Quý    |                     | Các kịch bản sân khấu: Những người con Hà Nội, Trọn đời trung hiếu với Thăng Long                           |            |
| Phạm Hữu Khuê   | Phạm Duy Khuê       | Sách: Cơ sở lý luận sân khấu học (02 tập)                                                                   |            |
| Văn Trọng Hùng  |                     | Các kịch bản sân khấu: Khúc ca bi tráng, Nước non cửa Phật                                                  |            |
| Lê Chí Trung    |                     | Kịch bản sân khấu: Đời luận anh hùng                                                                        |            |
| Vũ Xuân Cải     |                     | Kịch bản sân khấu: Đám cưới trong đêm mưa                                                                   |            |
| Truy tặng       |                     | |            |
| Nghệ sĩ         | Bút danh            | Công trình / tác phẩm                                                                                       | Ghi chú    |
| Nguyễn Phú Xuân | Nguyễn Trọng Nguyễn | Các kịch bản cải lương: Giọt máu oan cừu, Bóng biển                                                         |            |

### Mỹ thuật
| Phong tặng       | Phong tặng        | Phong tặng                                                                                                | Phong tặng |
| Nghệ sĩ          | Bút danh          | Công trình / tác phẩm                                                                                     | Ghi chú    |
| ---------------- | ----------------- | --- | ---------- |
| Nguyễn Minh Mỹ   |                   | Tranh áp phích: Cải tiến canh tác đẩy mạnh sản xuất Tranh: Em bé và chim bồ câu, Cô gái dệt vải, Tuổi thơ |            |
| Nguyễn Văn Chung |                   | Tranh: Trăng trên cồn cát,Trong lán dân quân, Trăng về sáng, Đọc tin chiến thắng                          |            |
| Đinh Gia Thắng   |                   | Quần thể Tượng đài: Bà mẹ Việt Nam anh hùng.                                                              |            |
| Trịnh Hoàng Tân  |                   | Tranh: Lòng đất sinh tồn, Người mẹ và lính                                                                |            |
| Truy tặng        |                   | |            |
| Nghệ sĩ          | Bút danh          | Công trình / tác phẩm                                                                                     | Ghi chú    |
| Hoàng Sùng       |                   | - Đèo Khế năm xưa - Chợ cũ quê tôi                                                                        |            |
| Nguyễn Tài Lương | Linh Chi          | - Sinh hoạt bên bếp lửa - Thiếu nữ Dao đỏ - Thiếu nữ Mường Kỳ Sơn Hòa Bình                                |            |
| Nguyễn Văn Giáo  | Văn Giáo Cầu Tiến | - Hơ áo Chiến sĩ - Cẩm Phả mỏ                                                                             |            |
| Nguyễn Đăng Sần  |                   | Bộ tranh dân gian: - Quang Trung (04 tranh) - Đề Thám (04 tranh)                                          |            |
| Trần Đông Lương  |                   | - Tuổi xuân - Tổ thêu - Anh hùng lao động - bác sĩ Phạm Ngọc Thạch                                        |            |

### Múa
- NSND Hà Thế Dũng
- NSND Phạm Thị Ngọc Bích
- NSND Hoàng Ngọc Hải (Hoàng Hải)
- NSND Mai Trung Kiên (Mai Kiên)
- NSND Đặng Hùng
- NSND Vương Linh
- NSND Nguyễn Hồng Phong
- NSƯT Nguyễn Hòa Hiếu
- NSƯT Trần Ly Ly
- NSND Nguyễn Hữu Từ
- NSƯT Nguyễn Thị Hiền Trang
- Nguyễn Thị Tuyết Minh
- NSND Đỗ Tiến Định
- NSƯT Trần Thị Cung
- NSƯT Trần Quang Tâm
- Tiến sĩ, NSND Nguyễn Thị Thu Hà

### Nhiếp ảnh
Lĩnh vực nhiếp ảnh có tất cả 14 tác giả đoạt giải thưởng Nhà nước, trong đó có 4 người được truy tặng.
- Nguyễn Xuân Át (1940–2022)
- Nguyễn Văn Á (Nguyễn Á; sinh 1968)
- Nguyễn Hữu Lộc (Minh Lộc; sinh 1937)
- Ngô Minh Nhật (sinh 1944)
- Đinh Quang Thành (sinh 1935)
- Phạm Văn Thính (sinh 1935)
- Lê Vấn (sinh 1950)
- Lâm Hoàng Thanh Liêm (Lâm Thanh Liêm; sinh 1979)
- Trần Văn Tuấn (Trần Tuấn; sinh 1952)
- Hồ Sỹ Sô (sinh 1940)

#### Truy tặng
- Lương Huệ Quân (Lý Wày; 1939–1997) với cụm tác phẩm gồm các bộ ảnh: Phụ nữ Cần Thơ bám đất giữ làng, chiến đấu chống giặc (09 ảnh); Các đơn vị quân giải phóng đánh địch trên địa bàn tỉnh Cần Thơ (08 ảnh); Giải phóng Vị Thanh (05 ảnh).
- Nguyễn Hoàng Nẫm (1936–2018) với bộ ảnh: Hậu phương với tiền tuyến (06 ảnh).
- Nguyễn Đặng (1942–2006) với bộ ảnh: Nam bộ Thành đồng Tổ quốc (10 ảnh).
- Trần Văn Giác (Trần Giác; 1923–2005) với bộ ảnh: Dấu ấn Hội chợ Bà Đầm Thác Lác - Cần Thơ (07 ảnh).

### Kiến trúc
- KTS Hoàng Thúc Hào